# Gabriël Sieuw
Gabriël Sieuw (Moorslede, 11 november 1925 – aldaar, 1 december 2017) was een Vlaams wielrenner en dorpsfiguur.

## Carrière

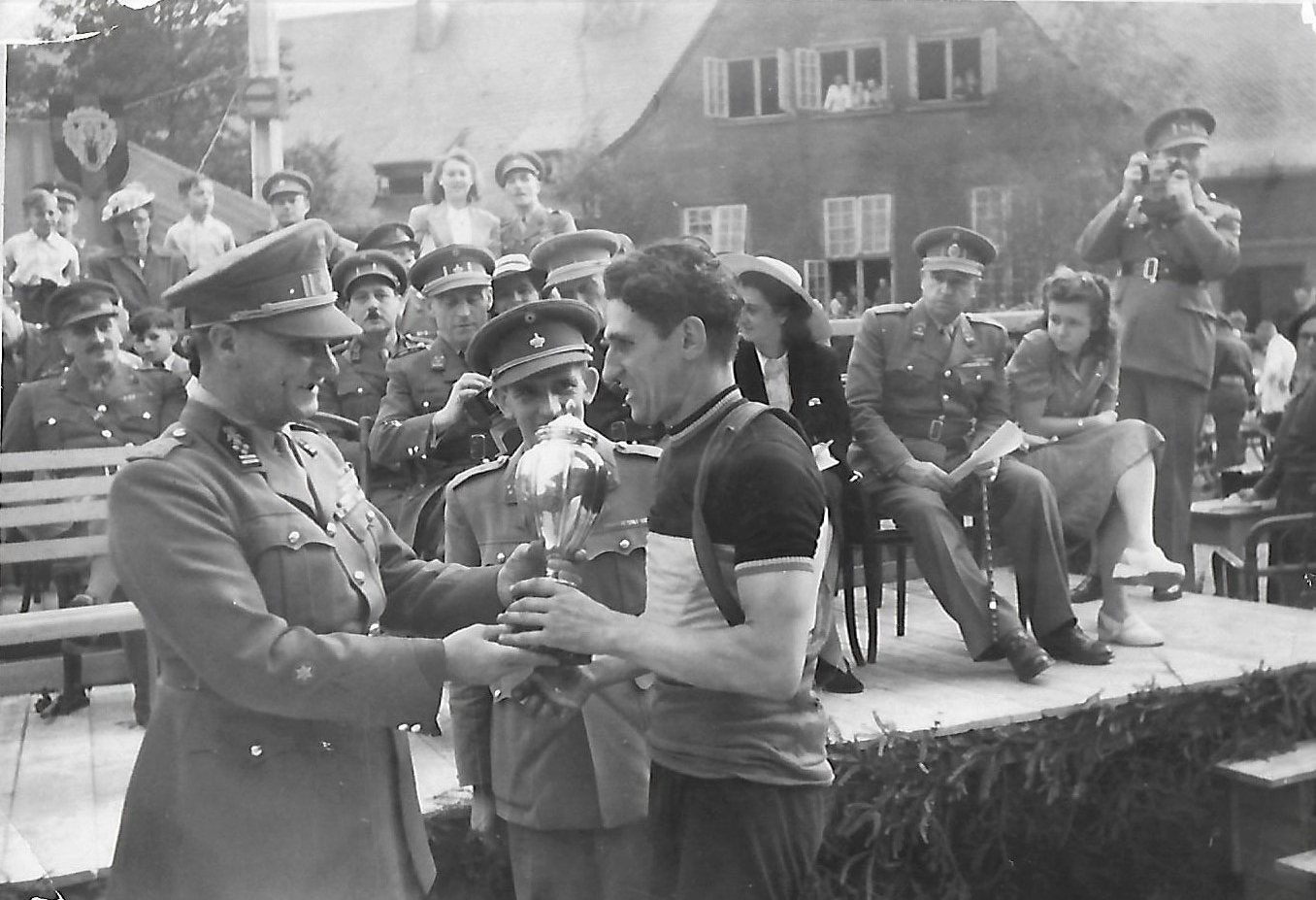
Gabriël Sieuw bij zijn overwinning in het Belgisch Kampioenschap bij militairen (1948)

Gabriël Sieuw startte bij de junioren in 1945. Zijn eerste wedstrijd won hij op 10 juni 1945 te Zonnebeke. In zijn eerste wielerjaar bij de junioren toonde Gabriël al snel zijn kunnen. Hij eindigde het jaar met 4 overwinningen en 34 top 5 plaatsen. In zijn tweede jaar bij de junioren behaalde Sieuw 6 zeges en 42 top 5 plaatsen. Enkele van zijn sterkste prestaties dat jaar waren een 4de plaats in de Ronde van Vlaanderen voor Junioren, en een 6de plaats in het clubkampioenschap van Roeselare die dat jaar gewonnen werd door Albert Sercu. In 1947 reed Sieuw maar liefst 14 keer als eerste over de streep, en behaalde 48x in de eerste 5. Zijn 6de plaats in de Kattekoers Gent-Ieper was eveneens een belangrijke sportieve prestatie. De sportieve carrière van Gabriël Sieuw kende een tegenslag wanneer de toen 21-jarige Moorsledenaar werd opgeroepen voor zijn dienstplicht. Tijdens deze periode kon Sieuw weinig trainen en reed slecht enkele wedstrijden. Wel slaagde Sieuw in 1948 er in om het Belgisch kampioenschap voor militairen te winnen. Sieuw kwam hier als eerste van de 191 renners over de meet in een tijd van 3u40, 7 seconden voor Noël Pommelaere. Het nieuws van Sieuw zijn overwinning bereikte snel zijn supporters te Moorslede nadat generaal Jean-Baptiste Piron, die de beker aan de winnaar overhandigde, via de telegraaf zijn ouders en supporters aanschreef over de prestatie..
Na zijn dienstplicht reed Sieuw als onafhankelijke tot hij zijn debuut maakte bij de profs in 1950. In deze tussenperiode behaalde Sieuw 6 zeges en enkele mooie ereplaatsen. In de Kattekoers van 1949 eindigde Sieuw 9de. In het meerdaagse criterium "Criterium van Het Wekelijkse Nieuws" 1949 eindige Sieuw 1ste in het klassement. In de klassieker Brussel-Luik eindigde Sieuw opmerkelijk 3de. In de ronde van België van 1949 kende Sieuw een grote tegenslag. Bij een massale valpartij brak de Moorsledenaar zijn sleutelbeen. Hij reed de wedstrijd verder uit, waarvoor hij veel bewondering kreeg in de media, maar moest opgeven voor de overige ritten in de ronde. In 1950 pakte Sieuw de overwinning in het clubkampioenschap van Roeselare en won de Grote Prijs van Temse, datzelfde jaar debuteerde hij binnen de ploeg Van Hauwaert als profrenner in de Omloop der Drie Provinciën met een 23ste plaats. In Brussel-Izegem bij de profs eindigde Sieuw 9de. Tijdens zijn periode als professioneel wielrenner kende Gabriël Sieuw minder grote successen. Met slechts 1 zege op de piste te Moorslede en een zege in de eendagswedstrijd te Moeskroen reeds Sieuw vooral een grote lijst aan ereplaatsen bijeen. Wel betwiste de Moorsledenaar nog vele lokale koersen. Het uitblijven van een definitieve grote doorbraak lag deels aan een val in een ravijn in de Ronde van Zwitserland die Sieuw maakte in het begin van zijn Profcarrière. Door deze val waren de rug en de schouder van de beloftevolle wielrenner onherroepelijk beschadigd geraakt.

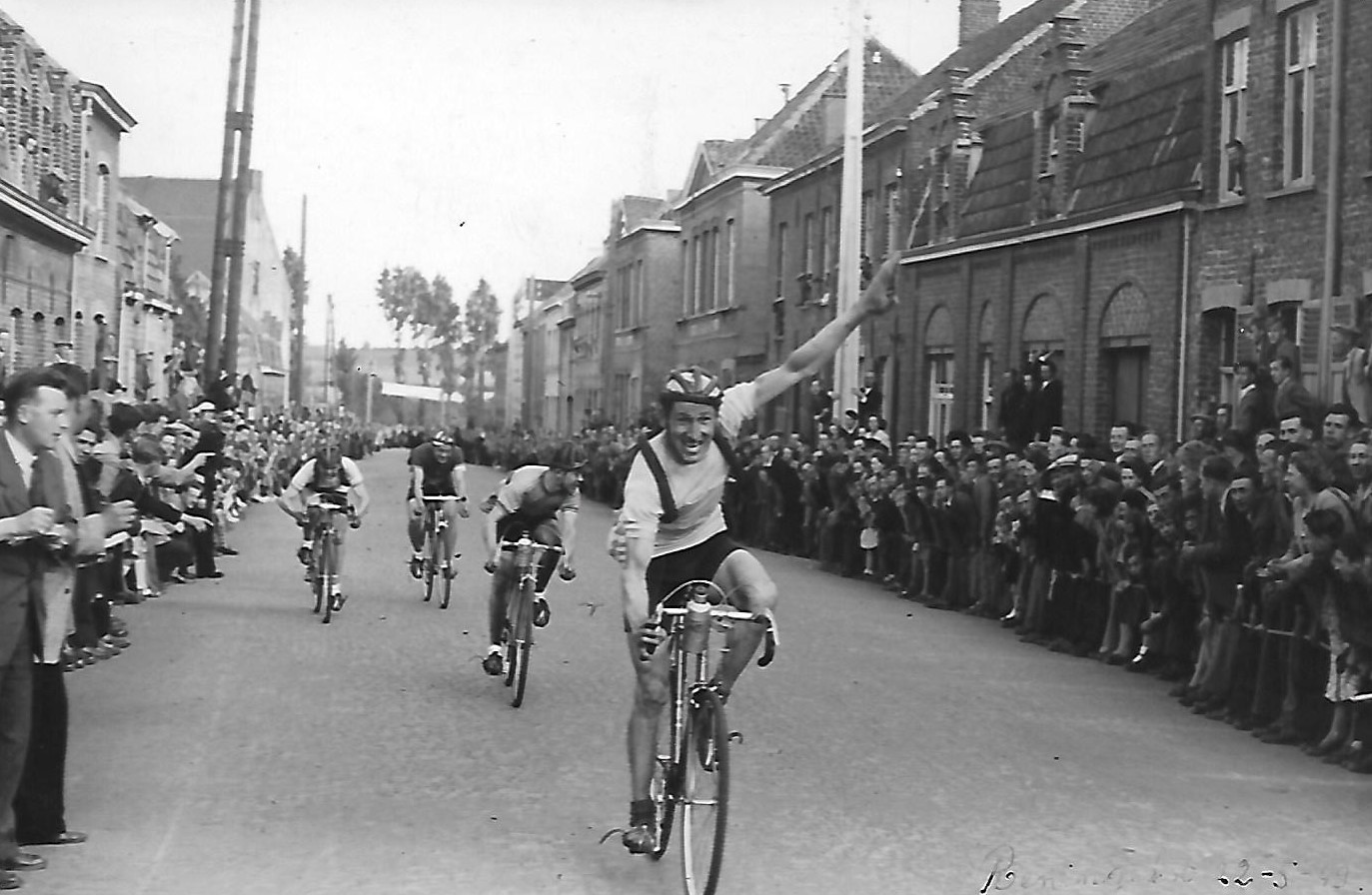
Gabriël Sieuw bij een overwinning te Reningelst, 1949.

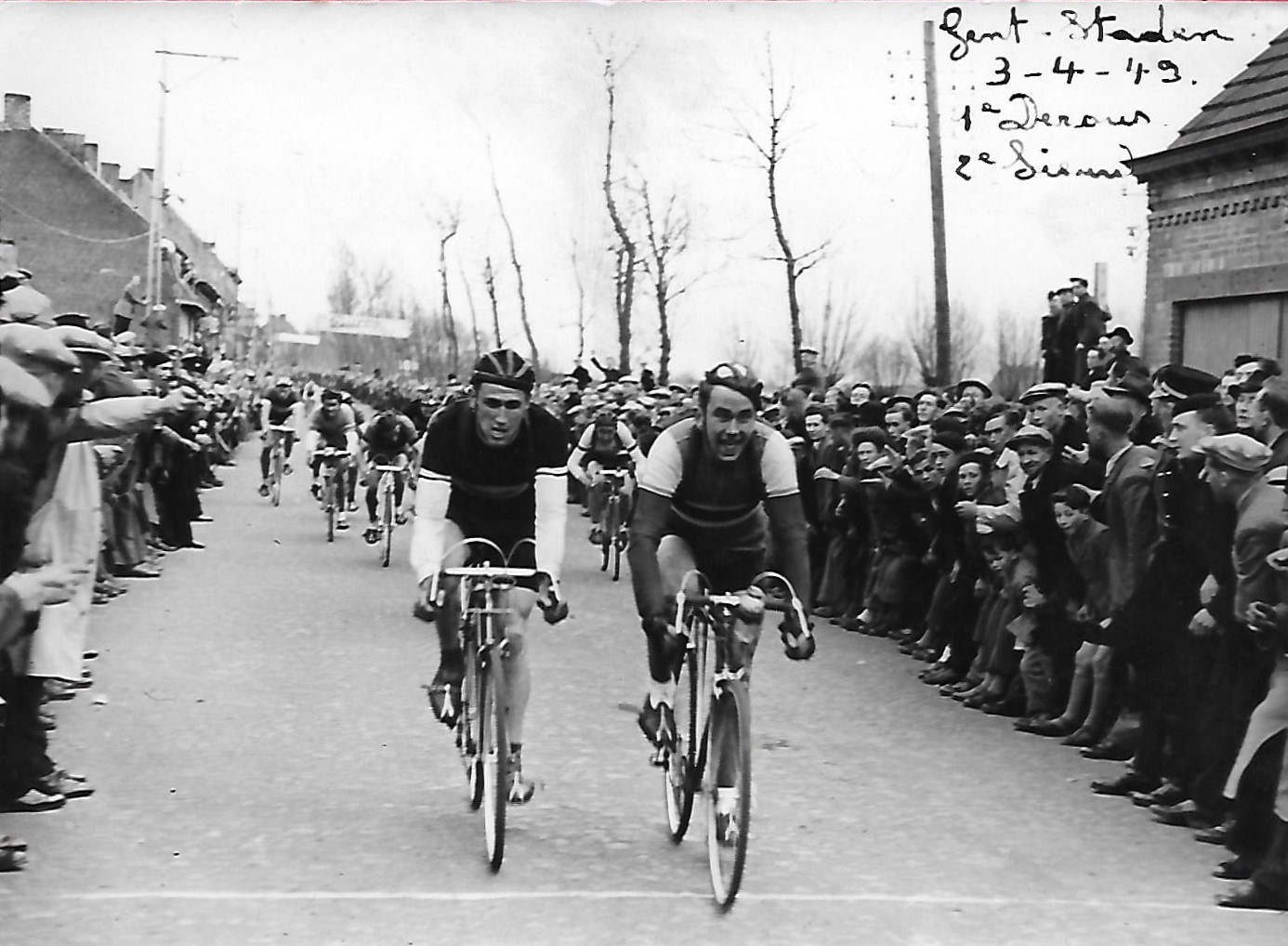
Sprint tussen Gabriële Sieuw en Roger Derous, Gent-Staden 1949].

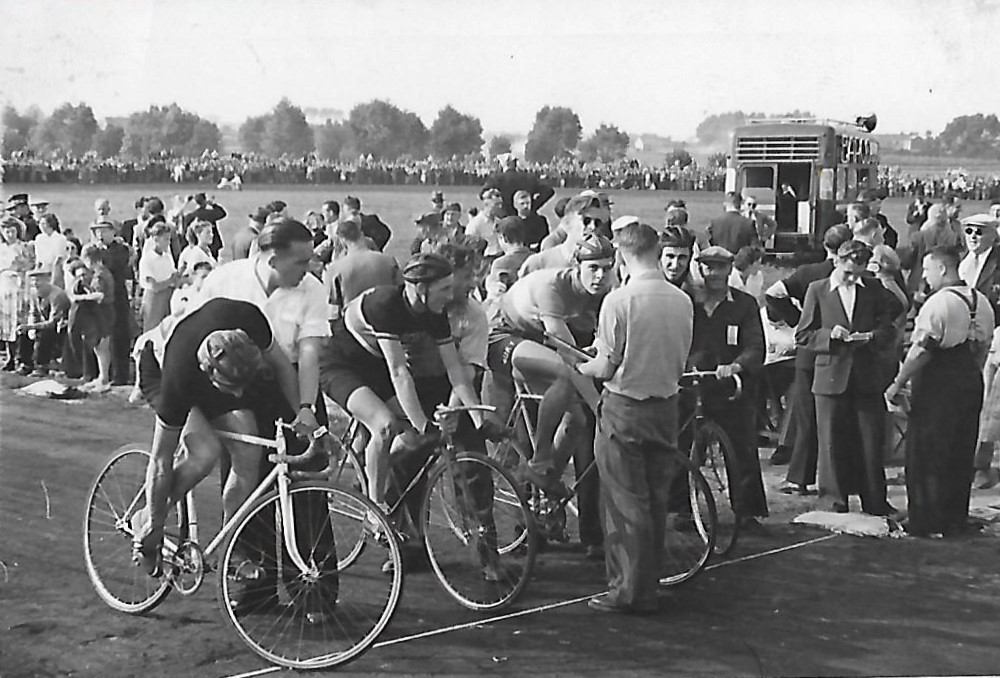
J. Patteeuw (links), Roger Decock (midden), Raphael Jonckheere (rechts), en Gabriël Sieuw (uiterst rechts) op de wielerpiste te Moorslede, 1949.

| Jaar | Wedstrijd                             | Plaats | Winnaar                      |
| ---- | ------------------------------------- | ------ | ---------------------------- |
| 1946 | Clubkampioenschap Roeselare           | 6      | Albert Sercu                 |
| 1946 | Ronde van Vlaanderen voor Junioren    | 4      | -                            |
| 1947 | Kattenkoers Gent-Ieper                | 6      | Omer Porte                   |
| 1948 | Belgisch kampioenschap bij militairen | 1      | Gabriël Sieuw                |
| 1949 | Criterium van Het Wekelijks Nieuws    | 1      | Gabriël Sieuw                |
| 1949 | Brussel Luik                          | 3      | Roger Van Remoortel          |
| 1949 | Omnium Moorslede                      | 2      | Roger Decock & Robert Nolf   |
| 1949 | Ronde van Vlaanderen (onafh)          | 10     | Jan Storms                   |
| 1949 | Gent-Staden                           | 2      | Roger Derous                 |
| 1950 | Clubkampioenschap Roeselare           | 1      | Gabriël Sieuw                |
| 1950 | Grote Prijs van Temse                 | 1      | Gabriël Sieuw                |
| 1950 | Omloop der drie Provinciën            | 23     | Maurice Blomme               |
| 1950 | Brussel-Izegem                        | 9      | Roger Decock                 |
| 1951 | Omloop van het Houtland               | 12     | André Maelbrancke            |
| 1951 | Hoeilaart-Diest-Hoeilaart             | 7      | Jozef De Feyter              |
| 1951 | Grand Prix Jules Lowie                | 25     | Gérard Buyl                  |
| 1951 | Omnium Moorslede                      | 1      | Gabriël Sieuw & Albert Ramon |
| 1951 | Steenhuize-Wijnhuize                  | 3      | Michel Remue                 |
| 1951 | GP Raf Jonckheere                     | 3      | Arthur Mommerency            |
| 1951 | Kuurne-Brussel-Kuurne                 | 22     | André Declerck               |
| 1953 | G.P Roeselare                         | 21     | René Mertens                 |
| 1954 | Omloop van het Houtland               | 17     | Lucien Honore Victor         |
| 1954 | Grand Prix Jules Lowie                | 10     | Jan Zagers                   |
| 1954 | Grand Prix des Verriers à Aniche      | 8      | Maurice Blomme               |
| 1954 | Nokere Koerse                         | 10     | Jan Zagers                   |
| 1954 | Roubaix-Huy                           | 34     | Rik Van Looy                 |
| 1955 | Grand Prix des Verriers à Aniche      | 10     | Maurice Blomme               |
| 1956 | Ruddervoorde Koers                    | 14     | André Rosseel                |
| 1957 | Elfstedenronde                        | 24     | Andre Noyelle                |
| 1957 | Brussel-Charleroi-Brussel             | 15     | Guilaume Hendriks            |
| 1957 | Grand Prix des Verriers à Aniche      | 16     | Pierre Everaert              |
| 1957 | Circuit des XI Villes                 | 24     | Andre Noyelle                |

## Ploegen
- 1958, Bertin - D'Alessandro - The Dura[15]
- 1957, Bertin - The Dura[16]
- 1956, The Dura[17]
- 1955, The Dura[18]
- 1953, Van Hauwaert[19]
- 1952, Van Hauwaert[20]
- 1951, Van Hauwaert[21]
- 1950, Van Hauwaert-Englebert[2]

## Privé- en dorpsleven
Op 31 december 1949 trouwde hij in Passendale met Godelieve Mollez (1926-2023). Gabriël had twee kinderen met haar, Willy & Nelly, verder had het echtpaar nog twee kleinkinderen en twee achterkleinkinderen. In 2015 vierde het paar zijn briljanten huwelijk. Door zijn wielercarrière en krantenronde in Moorslede was hij heel gekend in het dorp, hij werd er dan ook beschreven als dorpsfiguur. Hij stierf, 92 jaar oud, in het rusthuis van Moorslede op 1 december 2017.